# Kaur Janneh Kunda
Kaur Janneh Kunda ist eine Ortschaft im westafrikanischen Staat Gambia.
Nach einer Berechnung für das Jahr 2013 leben dort etwa 1136 Einwohner, das Ergebnis der letzten veröffentlichten Volkszählung von 1993 betrug 1335.

## Geographie
Kaur Janneh Kunda liegt in der Central River Region, Distrikt Lower Saloum, auf der rechten, nördlichen Seite des Gambia-Flusses. An der North Bank Road, Gambias zweitwichtigster Fernstraße, liegt der Ort ungefähr 37 Kilometer östlich von Farafenni entfernt. In unmittelbarer Nähe liegt südlich der Ort Kau-ur.

## Söhne und Töchter des Ortes
- Amulie Janneh (1935–2009), Politiker